# Амурский полоз
Амурский полоз, или полоз Шренка (лат. Elaphe schrenckii) — вид змей семейства ужеобразных. Видовой эпоним дан в честь российского зоолога, геолога — Леопольда Ивановича Шренка.

## Описание
Одна из самых крупных змей России. Взрослые змеи вырастают до 2 метров, самцы обычно крупнее самок. Окраска верхней стороны тела взрослых особей — тёмно-бурая или совершенно чёрная. По этому фону, резко выделяясь, идут редкие белые или жёлтые узкие, косые, раздвоенные на боках полосы. Брюшная сторона жёлтая, часто с темными пятнами. Крайне редко встречаются меланистические (то есть совершенно чёрные) особи этого вида. Взрослые змеи часто с синевато-переливающимся блеском.

## Распространение и места обитания
Встречается на Дальнем Востоке в лесах Маньчжурии, Северном и Северо-Восточном Китае, а также в Корее и Монголии, на территории России в Амурской области, Еврейской автономной области, Хабаровском и Приморском крае. На севере его ареал доходит до Комсомольска-на-Амуре, на западе — до Малого Хингана.
Амурский полоз хорошо приспособлен к обитанию в самых разных условиях нескольких природных зон: от степей до хвойных и смешанных лесов.  Известны находки амурского полоза до высоты 900 м над уровнем моря. Не избегает близости человека, поселяясь в садах, на огородах и чердаках обитаемых зданий.
- Полоз Шренка на юге Амурской области

## Биология
Продолжительность жизни до 9—15 лет. Ведёт дневной образ жизни. При полудревесном существовании взбирается по ветвям на высоту до 10 м. Зимовка длится с сентября—октября по апрель—май.

## Размножение
Половой зрелости достигают на третьем году жизни. Процесс ухаживания заключается в поглаживании головой самца туловища самки. Сезон спаривания длится с середины мая до начала июля. Длительность беременности около 1 месяца. С середины июня до середины августа самки откладывают от 7 до 30 яиц длиной около 5 сантиметров и диаметром 2,5 сантиметра. Молодые полозы имеют длину до 30 см, появляются в сентябре. Амурские полозы придерживаются индивидуальных участков, которые сохраняются в течение ряда лет. Змея очень подвижна, хорошо лазает по деревьям, неплохо плавает и ныряет.

## Питание
Полозы питаются мышами, мелкими крысами, птицами и птенцами, птичьими яйцами, лягушками. Известны случаи, когда амурские полозы забирались в курятники и поедали яйца. Молодые особи потребляют также моллюсков, землероек. Мелкую добычу полоз может заглатывать живьем, более крупную предварительно удушает.

## Хищники
К числу врагов относятся хищные млекопитающие и птицы. Хорошей защитой от них является быстрое передвижение в укрытия или на ветви деревьев. Как и большинство змей, при опасности амурский полоз в первую очередь стремится спастись бегством. Будучи загнанным в угол, шипит и делает броски в сторону врага. Также эта змея издаёт резкий неприятный запах при испуге.

## Взаимодействие с человеком
Амурские полозы успешно приручаются, особенно в юном возрасте. Однако среди этих змей чаще попадаются пугливые, агрессивные и плохо приручающиеся особи, чем среди тех же узорчатых полозов, обладающих более спокойным характером. Испуганный или разъяренный амурский полоз способен укусить, но нужно помнить, что он неядовит.